# 趙璧 (萬曆舉人)
趙璧（16世紀—17世紀），字連城，號廷聘，南直隸安慶府太湖縣人，明朝、南明政治人物。

## 生平
趙璧是萬曆四十六年（1618年）戊午科應天鄉試第一百一十二名舉人，授高郵州學正，教育士子有聲譽，擢平樂知縣，饑荒期間捐資賑災，人民得以安寧，調任慶元知縣，循聲日益著名，當地人立祠祭祀，陞建寧同知，清餉除盜有功，隆武年間本得題擢，他卻辭官回鄉，在家以詩酒自娛，在疫症時多所施濟，八十九歲才去世。

## 引用
1. 1 2  民國《太湖縣志·卷二十·人物志》：趙璧，字連城，號廷聘，萬曆戊子【戊午】舉人，官高郵州學正，課士有聲，擢知平樂縣，歲饑捐貲貸賦，民賴以安，調浙江慶元縣，循聲益著，慶人立祠祀之，陞建寧同知，清餉除盜有功，將題擢適解組歸，詩酒自適，會歲疫多所施濟，壽八十九。
2. ↑  錢海岳《南明史·卷四十八·列傳第二十四》：（隆武時福建）上游疆吏：……趙璧，字連城，太湖人。萬曆四十（六）年舉於鄉。平樂、慶元知縣，遷建寧同知，致仕。卒年八十九。